# Hans-Ulrich Scherrer
Hans-Ulrich Scherrer (* 17. Mai 1942 in Lichtensteig) ist ein ehemaliger Schweizer Berufsoffizier. Er war Kommandant der Felddivision 7 und von 1998 bis 2002 Generalstabschef der Schweizer Armee.

## Leben
Scherrer wurde 1942 als Sohn eines Toggenburger Landarztes geboren. Nach dem Erwerb der Maturität Typus C an der Kantonsschule Trogen wurde Scherrer 1964 zum Leutnant brevetiert.  Er besuchte die Militärschulen I, II, III an der Eidgenössischen Technischen Hochschule in Zürich, absolvierte einen Kommandanten-Lehrgang in Hammelburg, belegte einen Infantry Officers Advanced Course an der Infantry School Fort Benning und besuchte die Columbia Business School.
Scherrer arbeitete als Instruktor in Rekrutenschulen, Offiziers- und Zentralschulen. Er war stellvertretender Kommandant der Schiesschule Walenstadt, Kommandant der Gebirgsinfanterie Rekrutenschule Chur und Kommandant der Felddivision 7. Am 17. März 1997 wurde er zum Generalstabschef der Schweizer Armee gewählt, im Januar 
1998 trat er das Amt an und übte es bis zu seinem Rücktritt 2002 aus.
Seit seiner Pensionierung ist er als Lehrbeauftragter an der Hochschule für Technik und Wirtschaft in Chur und als Senior Partner der Unternehmungsberatung PRO4S&Partner tätig.
Scherrer ist verheiratet und hat zwei Söhne. Seine Heimatorte sind Mosnang und Chur (Ehrenbürger).